# 大間越站
大间越站（日语：／ Ōmagoshi eki */?）位于青森县西津轻郡深浦町大字大间越字宫崎滨，是东日本旅客铁道（JR東日本）管辖的五能线上的鐵路車站。与相邻站岩馆站间为青森县和秋田县边界。

## 历史
- 1930年12月26日 - 作为日本国有铁道车站投入运营[1]。
- 1971年10月1日 - 无人化改造。
- 1979年 - 站房改建[2]。
- 1987年4月1日 - 国铁分割民营化后成为JR东日本车站。
- 2010年4月1日 - 管理站由深浦站变为五所川原站。

## 车站结构
侧式站台1台1线的地上车站。之前为侧式站台2面2线车站。站房有胶囊式候车室，有服务窗口但未开放。
五所川原站管理的无人车站。

## 相邻车站
東日本旅客铁道
■五能线
□快速
通过
■普通
岩馆－松神－白神岳登山口